# Martín Zbrun
Martín Juan Zbrun (Rafaela, Provincia de Santa Fe, Argentina; 27 de enero de 1985) es un futbolista argentino. Juega como marcador central, aunque también puede desempeñarse como lateral por izquierda, y su primer equipo fue Atlético Rafaela. Actualmente milita en Ferrocarril del Estado de la Liga Rafaelina. Es hermano mellizo del también futbolista Matías Zbrun.

## Trayectoria
Se inició en Ferrocarril del Estado de su ciudad natal y desde chico ya se notaban sus condiciones a punto tal que fue sparring de la Selección Argentina que dirigía Marcelo Bielsa en el 2002.
Luego continuó haciendo inferiores en Atlético Rafaela. En 2005 debutó oficialmente en el conjunto rafaelino. Logró el ascenso a la Primera División del fútbol argentino en la temporada 2010/11 de la B Nacional. El 5 de agosto cumple el sueño de jugar en la elite del fútbol argentino. Su debut en Primera fue contra Banfield, partido en que la Crema ganó 2 a 0.
En enero de 2013 fue cedido a Instituto de Córdoba para jugar en la segunda rueda de la Primera B Nacional 2012/13.
Luego de la finalización del préstamo, el defensor debió volver a Atlético Rafaela, donde no tuvo mucha continuidad. En el Torneo Inicial 2013 disputó 4 partidos, mientras que en el Final jugó ningún partido durante.
En agosto de 2014 dejó Atlético Rafaela al no ser tenido en cuenta por el DT Roberto Sensini y se transformó en refuerzo de Santamarina de Tandil. 
En enero de 2015 se transforma en refuerzo del Cobreloa de Chile, el cual deja después de medio año tras el descenso del equipo.

## Clubes
| Club                    | País      | Año       |
| ----------------------- | --------- | --------- |
| Atlético Rafaela        | Argentina | 2005-2012 |
| Instituto de Córdoba    | Argentina | 2013      |
| Atlético Rafaela        | Argentina | 2013-2014 |
| Santamarina de Tandil   | Argentina | 2014      |
| Cobreloa                | Chile     | 2015      |
| Chacarita Juniors       | Argentina | 2016      |
| Sportivo Belgrano       | Argentina | 2016-2018 |
| Cipolletti de Río Negro | Argentina | 2018-2019 |
| Ben Hur de Rafaela      | Argentina | 2020-2021 |
| Ferrocarril del Estado  | Argentina | 2021-?    |

## Palmarés

### Campeonatos nacionales
| Título             | Club             | País      | Año  |
| ------------------ | ---------------- | --------- | ---- |
| Primera B Nacional | Atlético Rafaela | Argentina | 2011 |